# 진천삼수초등학교 매산분교
진천삼수초등학교 매산분교는 대한민국 충청북도 진천군 덕산읍 산삼로 46 (산수리)에 있었던 분교이다.

## 연혁
- 1967년 9월 2일 매산국민학교 설립 인가
- 1978년 5월 21일 충효동산을 조성
- 1987년 8월 30일 교가 제정
- 1989년 3월 9일 병설유치원 개원
- 1995년 3월 1일 진천삼수초등학교 매산분교장
- 2013년 3월 1일 진천삼수초등학교에 통폐합